# Обушний Микола Іванович
Обушни́й Мико́ла Іва́нович (нар.19 грудня 1941, Ядути, Борзнянський район, Чернігівська область, УРСР) —  учений-українознавець, доктор політичних наук, професор. Академік АН ВШ України. Кавалер ордена «За заслуги» III ступеня (2022)

## Біографія
Народився в Борзнянському районі Чернігівської області. 1969 закінчив історичний факультет КНУ імені Тараса Шевченка. У цьому ж році почав працювати в університеті на посаді старшого методиста підготовчого факультету для іноземних громадян. Обраний заступником голови профкому університету.
З 1971 по 1974 навчався в аспірантурі по кафедрі наукового комунізму філософського факультету. З 1974 по 1987 працював у Київському інституті легкої промисловості на посадах асистента, старшого викладача, доцента кафедри наукового комунізму. 1987 зарахований на посаду доцента кафедри наукового комунізму (з 1989 р. — соціально-політичних теорій, з 1990 р. — політології) філософського факультету Київського національного університету ім. Т. Шевченка. У 2000 р. переведений на посаду професора кафедри політології філософського факультету. З 2007 — директор Центру українознавства філософського факультету Київського національного університету ім. Т. Шевченка.
1975 захистив кандидатську дисертацію на тему «Проблеми формування політичної армії революції в країнах Латинської Америки».
1999 захистив докторську дисертацію на тему «Етнонаціональна ідентичність у контексті формування української нації».
Указом Президента України №27/2022 нагороджений орденом "За заслуги" ІІІ ступеня.

## Наукова діяльність
Основним напрямом наукової діяльності є дослідження етнонаціональної ідентичності, її місця і ролі в націо- і державотворчому процесі України. Окремі із його публікацій виходять за межі визначеного вище основного напряму наукової діяльності. В них досліджуються проблеми історії та теорії політичних партій, міжконфесійних відносин, розвитку демократії, громадянського суспільства та деяких інших.
Автор близько 200 наукових та науково-методичних праць.
Під його науковим керівництвом захищено 15 кандидатських та докторських дисертацій. Розробив концепцію навчальної програми курсу та навчального посібника «Партологія», який читається у ряді ВНЗ України для студентів, що навчаються за спеціальністю «Політологія».
Неодноразово призначався членом експертної Ради ВАК України, ряду спеціалізованих вчених рад по захисту кандидатських та докторських дисертацій, головою державних екзаменаційних комісій у ряді вищих та середніх навчальних закладів України тощо. Обирався головою правління Спілки викладачів вищої школи та науковців України.
Нагороджений відзнакою МОН України «За наукові досягнення».